# 이마가와야키

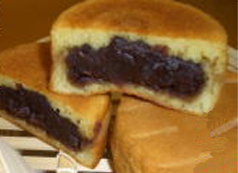
이마가와야키

이마가와야키(今川焼), 오방떡(大判焼) 또는 홍두병(紅豆餅)는 묽은 밀가루 반죽을 타원형 구이판에 붓고 팥소를 넣어 구운 풀빵이다. 맛은 단맛이 약간 강한 편이다.

## 같이 보기
- 가이단자이